# انسان جاوه‌ای

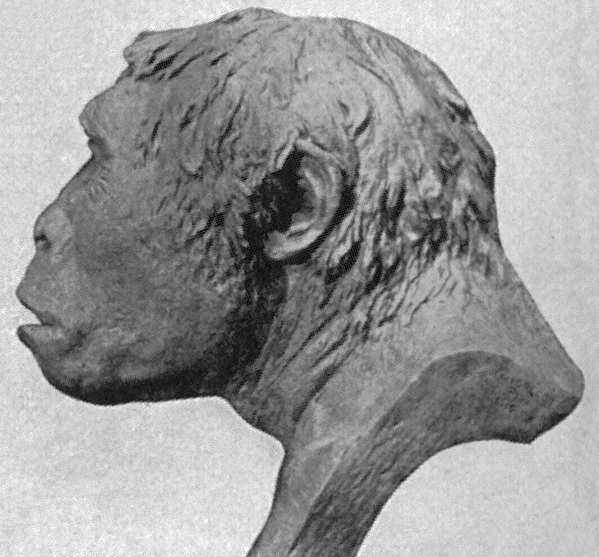
سردیس بازسازی‌شدهٔ انسان جاوه‌ای

انسان جاوه‌ای نامی‌است که به سنگ‌واره‌ای یافت‌شده در ترینیل نگاوی واقع در کرانهٔ رود سولو در جاوه شرقی اندونزی به سال ۱۸۹۱ میلادی داده شده‌است. انسان جاوه‌ای یکی از نخستین نمونه‌های شناخته‌شدهٔ انسان راست‌قامت می‌باشد. یابندهٔ آن اوژن دوبوا بود و آن را به نام علمی پیته‌کانتروپوس ارکتوس (به لاتین: Pithecanthropus erectus) به معنای انسان‌بوزینهٔ راست‌قامت خواند.